# Derovatellus macrocolus
Derovatellus macrocolus är en skalbaggsart som beskrevs av Guignot 1956. Derovatellus macrocolus ingår i släktet Derovatellus och familjen dykare. Inga underarter finns listade i Catalogue of Life.